# De spitse bergen
De spitse bergen is een stripverhaal uit de reeks van Suske en Wiske. Het is onderdeel van een reeks van zes bijzondere albums ter gelegenheid van de zeventigste verjaardag van Suske en Wiske. 
Deze reeks werd mogelijk gemaakt door Het Laatste Nieuws en dit verhaal  geschreven door Tom Waes. Het werd uitgebracht op 26 september 2015. Een belangrijk deel van de opbrengst ging naar SOS Kinderdorpen.

## Personages
In dit verhaal spelen de volgende personages mee:
- Suske, Wiske, tante Sidonia, Lambik, Jerom, Pascal Braeckman, Tom Waes, Krimson, Sysselmann (gouverneur van Spitsbergen), handlangers van Krimson

## Locaties
Dit verhaal speelt zich af op de volgende locaties:
- het huis van tante Sidonia, een schip, Noorwegen, Spitsbergen, Svalbard Doomsday Vault en Piramiden (oude gesloten mijnplaats)

## Het verhaal
Tijdens een kaas-en-wijnavond bij Sidonia belt Pascal aan, de klankman van Tom Waes. Hij vertelt dat Tom Waes vermist is en vraagt de vrienden om hulp. Tom maakte een tocht per kajak tussen de fjorden en verdween in dichte mist. De vrienden beslissen Pascal te helpen en vertrekken naar Spitsbergen om Tom te zoeken. Net aangekomen worden hun sneeuwscooters gesaboteerd. Daar vindt Jerom een oplossing voor door de vrienden per slee te vervoeren. 
Ze gaan verder met hun zoektocht en zien een vreemd licht. Even later, als ze hun kamp willen opslaan, ontdekken ze dat hun tenten kapot zijn en dat hun eten over datum is. Jerom maakt een iglo en Pascal en Suske vangen vis. 's Nachts zien Suske en Wiske het poollicht. De volgende dag vindt Lambik een kajak en voetsporen. Ze volgen de voetsporen en komen aan bij de Svalbard Doomsday Vault, een gigantische kluis vol met zaden die gebouwd is door Bill Gates samen met Noorwegen.
Suske, Wiske en Jerom geraken er binnen en vinden Tom. Tom vertelt dat Krimson alle planten wil vernietigen met een bepaald gas en daarna veel geld wil verdienen met de zaden die in de Svalbard Doomsday Vault liggen. Ze proberen te ontsnappen, maar Krimson houdt hen tegen met een gifgasgranaat en ontsnapt zelf. Ondertussen heeft Lambik een nieuw vriendje, een ijsbeer. Jerom graaft een gang om te ontsnappen en Suske, Wiske en Tom zijn vrij. Ze gaan allen achter Krimson aan, die zijn hoofdkwartier in de Piramiden heeft. Ook is daar de raket met het gas om alle planten op aarde te vernietigen.
Lambik, Jerom, Sidonia, Pascal en Tom houden Krimsons handlangers tegen, terwijl Suske en Wiske Krimson achternagaan. Krimson slaat Suske en Wiske neer en lanceert een raket met dodelijk gas. Jerom maakt de raket onklaar en Krimson loopt weg, maar wordt tegengehouden door de ijsbeer en wordt door het dier meegenomen. De boeven zijn gearresteerd en ze sluiten het Svalbard Doomsday Vault af en vertrekken met Krimsons schip naar huis.

## Achtergronden bij de uitgaven
- Het album bevat behalve bovenstaand verhaal ook 8 pagina’s met informatie over SOS Kinderdorpen.